# Haus Murach
Haus Murach, auch Burg Obermurach oder Schloss Murach, wurde erstmals im frühen 12. Jahrhundert erwähnt, lag im Nordgau in Bayern, entstand zur Überwachung der Handelswege nach Prag durch das Siedlungsgebiet der westslawischen Choden und zum Schutz der deutschen Siedlungen im Oberpfälzer Wald an der Grenze zu Böhmen. Heute ist die in Obermurach, einem Gemeindeteil der Stadt Oberviechtach im Landkreis Schwandorf, gelegene Anlage noch als Ruine erhalten und ist unter der Aktennummer D-3-76-151-36 als Baudenkmal verzeichnet. „Archäologische Befunde im Bereich der mittelalterlichen Burgruine ‚Haus Murach‘“ werden zudem als Bodendenkmal unter der Aktennummer D-3-6540-0059 geführt.

## Geographische Lage
Die Burgruine der Höhenburg liegt in 585 Meter Höhe auf einem Hügel, nordwestlich des Dorfes Obermurach. Durch das umgebende Herrschaftsgebiet mit den Orten in Erbuntertänigkeit führten seit alters her zahlreiche Handelswege, die Goldene Straßen genannt wurden, über die böhmische Grenze, von wo des Öfteren Angriffe auf die neu besiedelten deutschen Ortschaften im Bayerischen Nordgau erfolgten. Haus Murach diente einerseits dem Schutz und der Kontrolle der Handelswege und -stege, andererseits der Abwehr von Angriffen aus Böhmen.

## Historischer Überblick
Der Name Haus Murach entstand Ende des Mittelalters als viele Burgen in der Oberpfalz strategisch unbedeutend wurden und als Wohnburgen, als Haus (mittelhochdeutsch hus) Verwendung fanden. In wirtschaftlich günstigen Zeiten wurden diese zu Schlossanlagen als namensgebender Sitz von Adelsfamilien ausgebaut.
Erstmals schriftlich erwähnt wurde die Burg Murach um 1110. Als Erbauer werden die Grafen von Sulzbach genannt. Die auf Murach Ansässigen waren Dienstmannen der Grafen von Sulzbach. Der Name von Murach ist in Verbindung mit Berengar von Sulzbach erstmals historisch nachweisbar. Ein „Gerunch de Mourach“ war 1110 Begleiter von Berengar I. von Sulzbach. Nachdem die Linie der Sulzbacher im Jahre 1188 im Mannesstamm erloschen war, wurde deren Besitz unter den Erbtöchtern aufgeteilt.
Haus Murach und die umliegenden Besitzungen in Erbuntertänigkeit bis zur Grenze nach Böhmen kamen durch die Ehe der Elisabeth von Sulzbach mit Rapoto I. von Ortenburg an die Grafen von Ortenburg. Deren jüngster Sohn, Heinrich I. von Ortenburg, übertrug die Burg Murach und die Einkünfte aus den erbuntertänigen Ortschaften im Jahr 1238 seiner zweiten Ehefrau Richgard von Hohenburg und seinen drei jüngeren Söhnen aus dieser Ehe, die sich von da an auch von Ortenburg-Murach nannten. Heinrichs I. Sohn aus erster Ehe, Heinrich II., erbittert über diese Erbübertragung, hatte eine jahrelange Auseinandersetzung mit seiner Stiefmutter und seinen drei Halbbrüdern Gebhard, Diepold und Rapoto IV. Dadurch entstanden finanzielle Schwierigkeiten und 1268 wurde das „Haus Murach“ an Ludwig den Strengen verpfändet. 1271 und 1272 veräußerten die von Ortenburg-Murach für 675 Pfund Passauer Pfennige zahlreiche Besitzungen in Erbuntertänigkeit mit deren Frondiensten und Einkünften um die Burg in der Oberpfalz, als auch die Burg selbst. Nach dem Tode seiner Geschwister bestätigte Rapoto IV. von Ortenburg im Jahre 1285 den Verkauf von 1272 nochmals.
Im Jahr 1329 kam die Burg Murach an die Linie Pfalz-Neuburg der Wittelsbacher und 1353 an Kaiser Karl IV. von Luxemburg als König von Böhmen. Während der Hussitenkriege wurde Murach 1428 und 1433 nach der Schlacht bei Taus erfolglos von beutesuchenden Söldnern der Hussiten belagert. Während des Dreißigjährigen Krieges kam die Burg 1628 an das Kurfürstentum Bayern und wurde 1633 zusammen mit der Oberpfalz, dem ehemaligen Nordgau (Bayern) dem Kurfürstentum Bayern einverleibt. Als einer der Pfleger auf Burg Obermurach ist ein Christoph Gottfried Freiherr von und zu Murach nachweisbar. Seine Tochter Eva Sophia war Ehefrau des Carl Siegmund Graf und Herr von Aufseß.
Im Jahr 1803 nach der Säkularisation in Bayern wurde das Pfleggericht Murach nach Neunburg vorm Wald verlegt und die Burg an einen Privatmann verkauft. Seit dieser Zeit verfiel die Anlage und die erbuntertänigen Anwohner nutzen den Bau als Steinbruch. 1844 wurde die Burg Murach, als das Landgericht in Oberviechtach errichtet wurde, von der Finanzverwaltung des Königreich Bayern zurückgekauft und notdürftige Konservierungsmaßnahmen durchgeführt. Nach 1893 und im Verlauf des 20. Jahrhunderts wurden weitere Sanierungsarbeiten durchgeführt. 1970 wurde eine Betriebskabine für einen Fernsehfüllsender eingebaut.

## Beschreibung

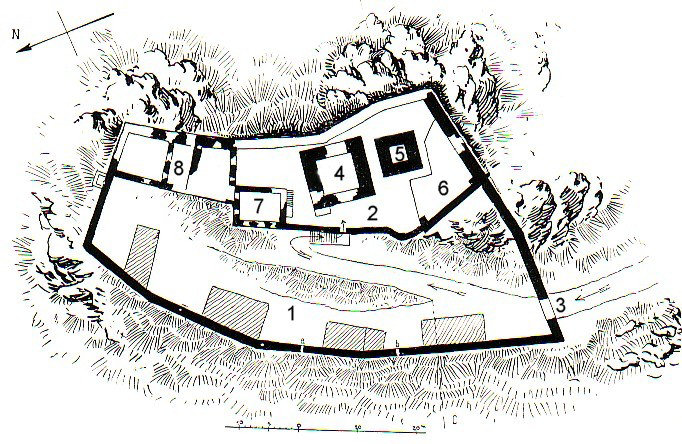
Grundriss von Haus Murach. 1. Vorburg; 2. Hauptburg; 3. Vorburgtor; 4. Wohnturm („Getreidekasten“); 5. Bergfried; 6. Kapelle; 7. Nebengebäude; 8. Wohnbau

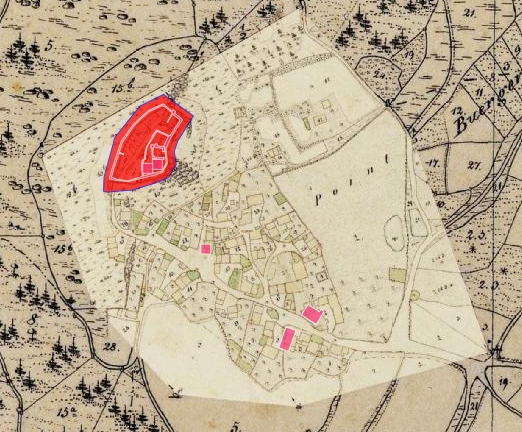
Lageplan von Haus Murach auf dem Urkataster von Bayern

Der Name „Haus Murach“ für die Burg Murach leitet sich von der Nutzung der Burg als Wohnanlage eines Adelsgeschlechts her. Der am besten erhaltene Teil der Burg ist der 20 Meter hohe, im 13. Jahrhundert errichtete Bergfried. In Teilen erhalten sind auch noch die äußere Mauer der Vorburg und die Mauer der Hauptburg sowie die Zugänge zum Wohnturm. Dieser 14 mal 12,7 Meter messende Wohnturm wurde nach einer dendrochronologischen Datierung im Jahr 1233 errichtet. Er war ursprünglich etwa 16,5 Meter hoch, seine Mauerstärke betrug 2,5 Meter. Der Turm besaß vermutlich drei Hauptgeschosse sowie ein Dachgeschoss, im dritten Geschoss befand sich wohl ein repräsentativ genutzter Raum, wie aufwendig gearbeitete Fensterformen zeigen. Später wurde das Turminnere vollständig baulich verändert. Das Verlies und die Kapelle sind heute nur noch anhand der verbliebenen Grundmauern zu erahnen. Die Abbildung zeigt den Grundriss der Burgruine nach einer Darstellung in der Buchausgabe „Die Kunstdenkmäler des Königreichs Bayern, Bezirksamt Oberviechtach“ aus dem Jahre 1906.

## Sagen
Über die Jahrhunderte entwickelten sich zahlreiche Sagen über die Burg Murach, welche die Grausamkeiten aus der bis zu dem Revolutionsjahr 1848 bestehenden Erbuntertänigkeit der Dorfbewohner widerspiegeln.
So wird in der Umgebung der Burg, dem Haus Murach erzählt, es sei einst von Riesen bewohnt gewesen, die die Bevölkerung zum Bau der Burg gezwungen hätten; unter anderem hätten sie den 10 Fuß breiten Brunnen graben müssen. Wenn aus Nachlässigkeit ein Stein in den Brunnenschacht fiel, hätten die Riesen „Gsch, gsch!“ gerufen, weil sie die Menschen für scharrende Hühner hielten.
Eine andere Sage berichtet von einem grausamen, jähzornigen Ritter, der einst Herr auf Haus Murach war. Vergehen wurden von ihm mit drakonischen Strafen geahndet. So ließ er einen Mann von einem Pferd um die Burg schleifen, bis dieser keinen Fetzen Kleidung mehr am Leib hatte; angeblich entstand auf diese Weise der Rundweg um die Burg.

## Kultur und Tourismus

### Besichtigung
Die Ruine der Burg Murach ist zu besichtigen. Der Schlüssel für Burgtor und Bergfried ist in der Ortschaft erhältlich. Eine Rekonstruktion der Burg befindet sich im Heimatmuseum Oberviechtach.

### Burgfest
Jeden ersten Sonntag im August findet auf dem Burggelände von Haus Murach das Hausener Burgfest statt, ein Volksfest mit verschiedenen Schauwettbewerben.

### OVIGO Theater Zeitreisen
Seit 2020 veranstaltet das OVIGO Theater aus Oberviechtach Zeitreisen zur Burg Murach mit dem Titel Schrazeln, Hoymänner und der wilde Hans – ein sagenhafter Spaziergang zur Burg Murach. Dabei handelt es sich um einen Mix aus Schauspiel und Führung, der die Geschichte der Burg und der Region und die Sagenwelt näher bringt. Über den ganzen Sommer gibt es zahlreiche reguläre Termine. Zudem kann die Zeitreise auch als Gruppe gebucht werden. Die Führung zur Burg Murach gibt es seit 2021 auch als Kids- und Grusel-Spezial.

## Bildergalerie

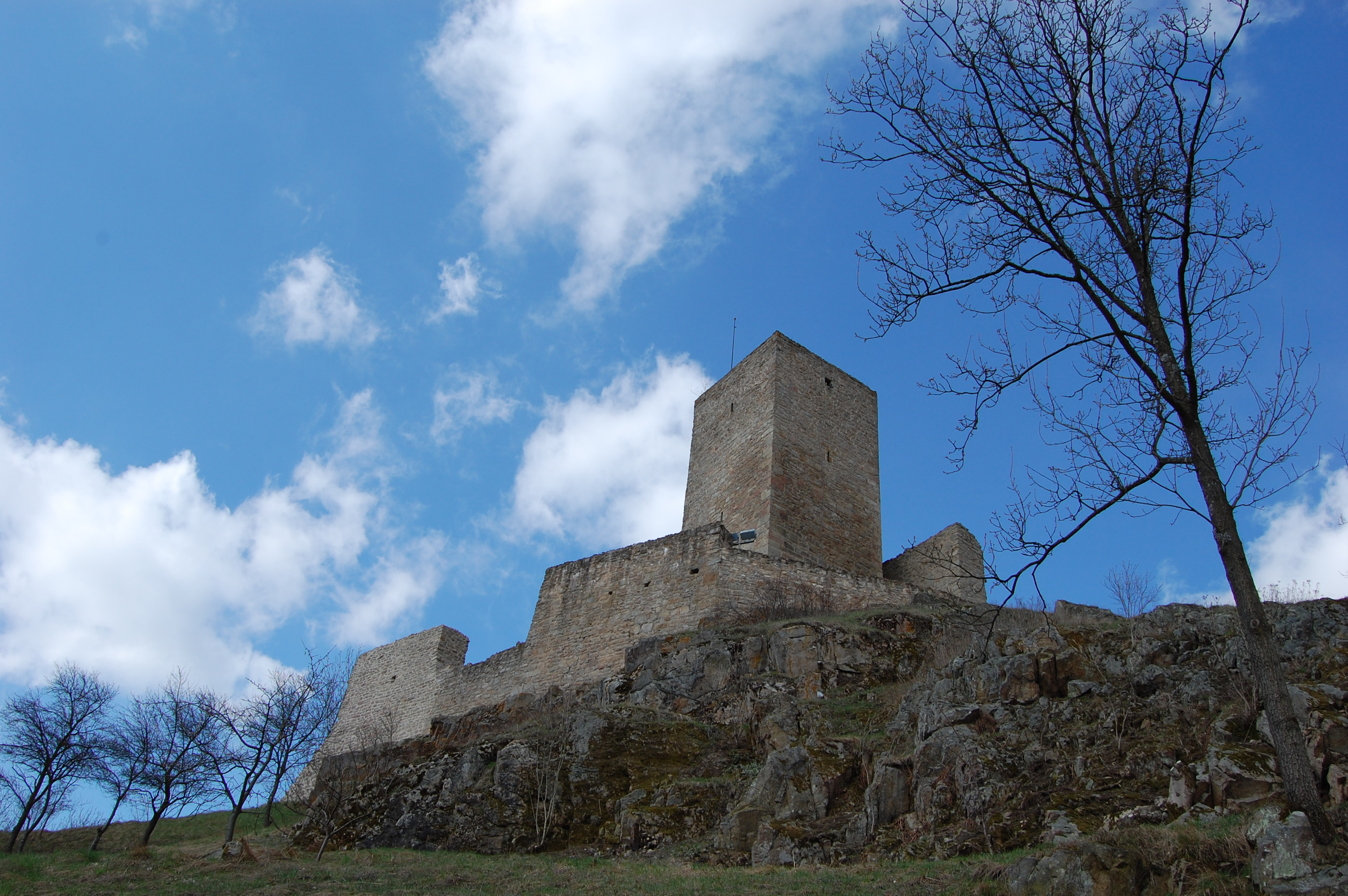
Burgruine Haus Murach
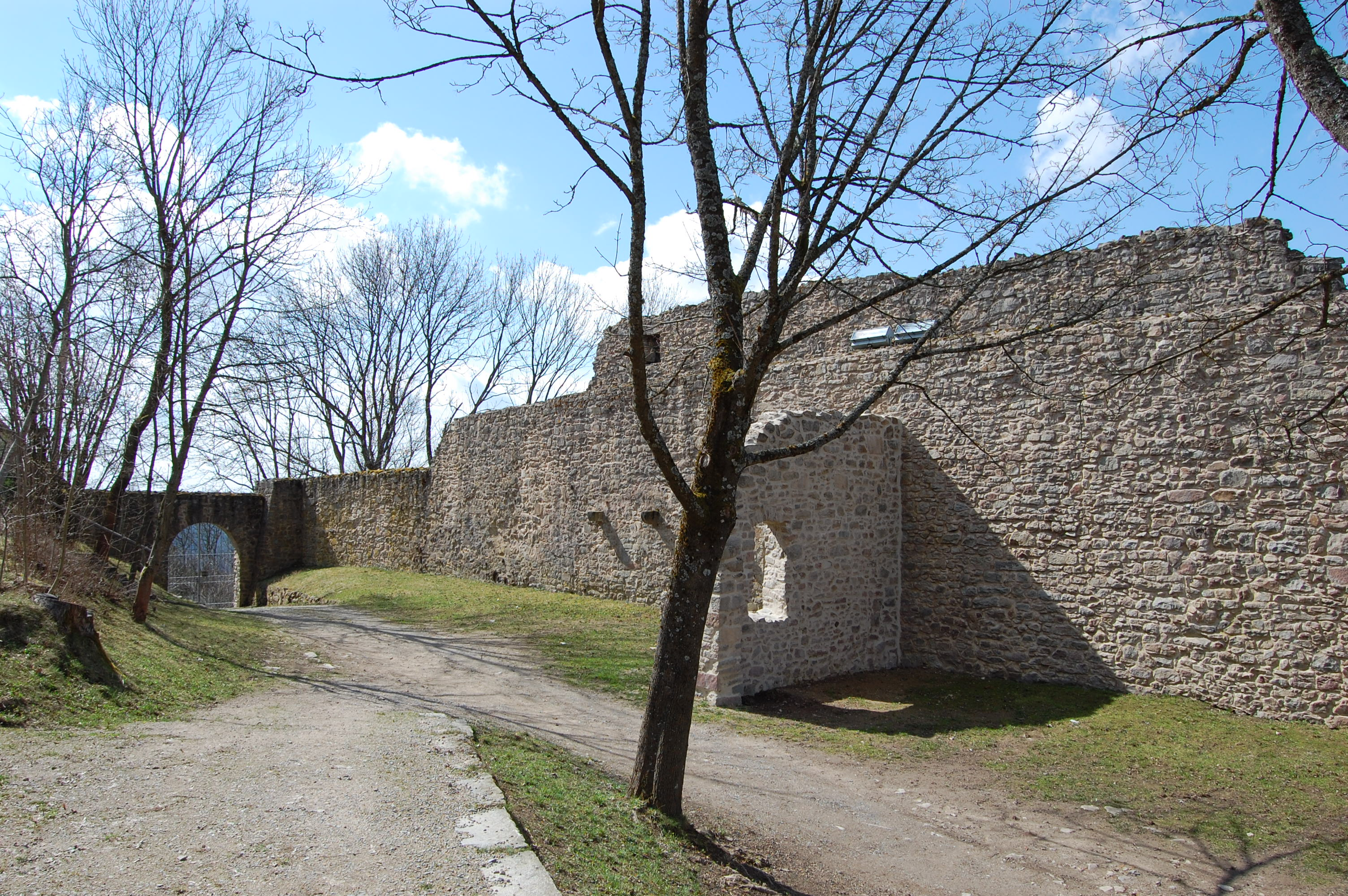
Burghof
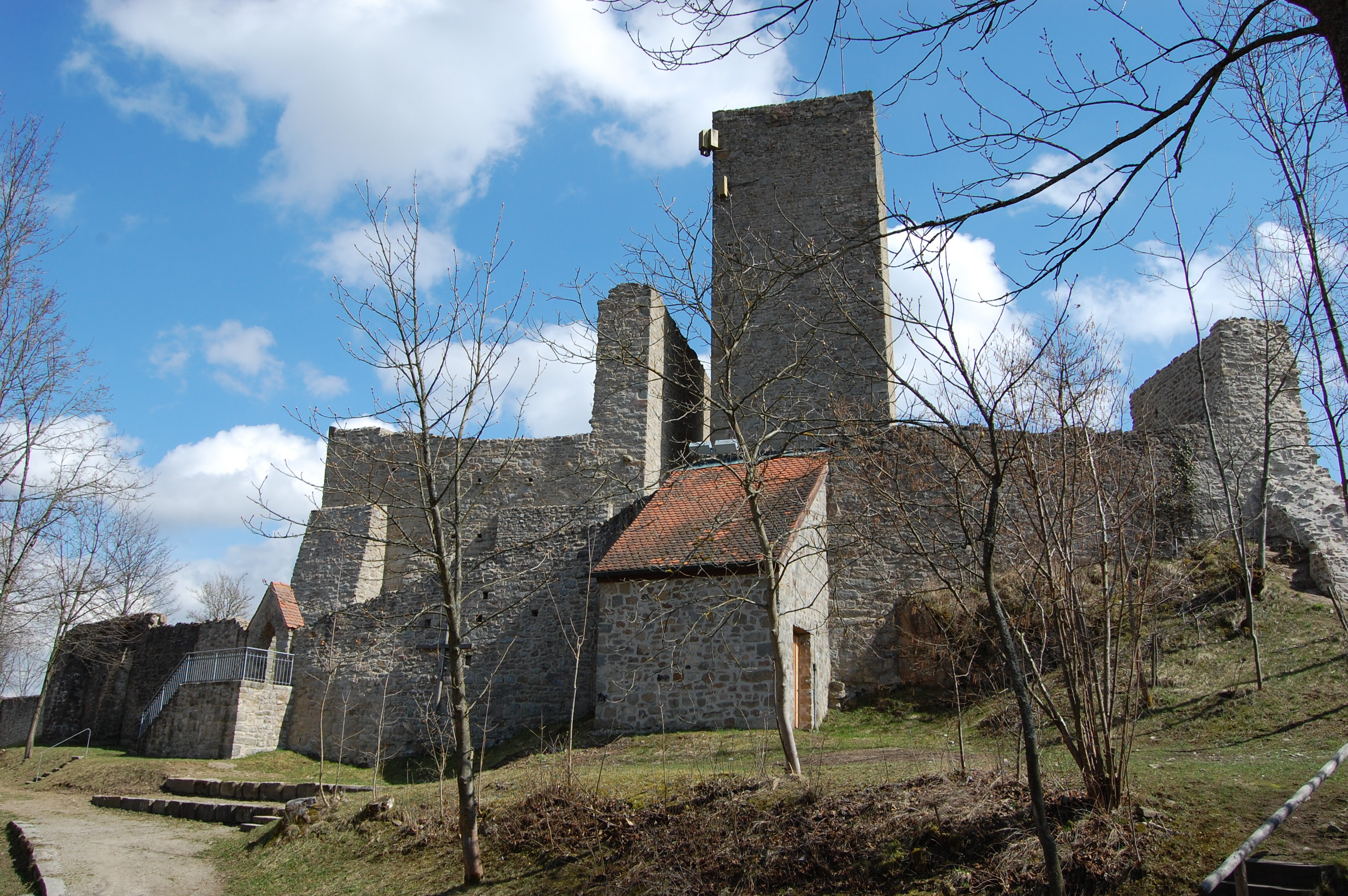
Innenhof
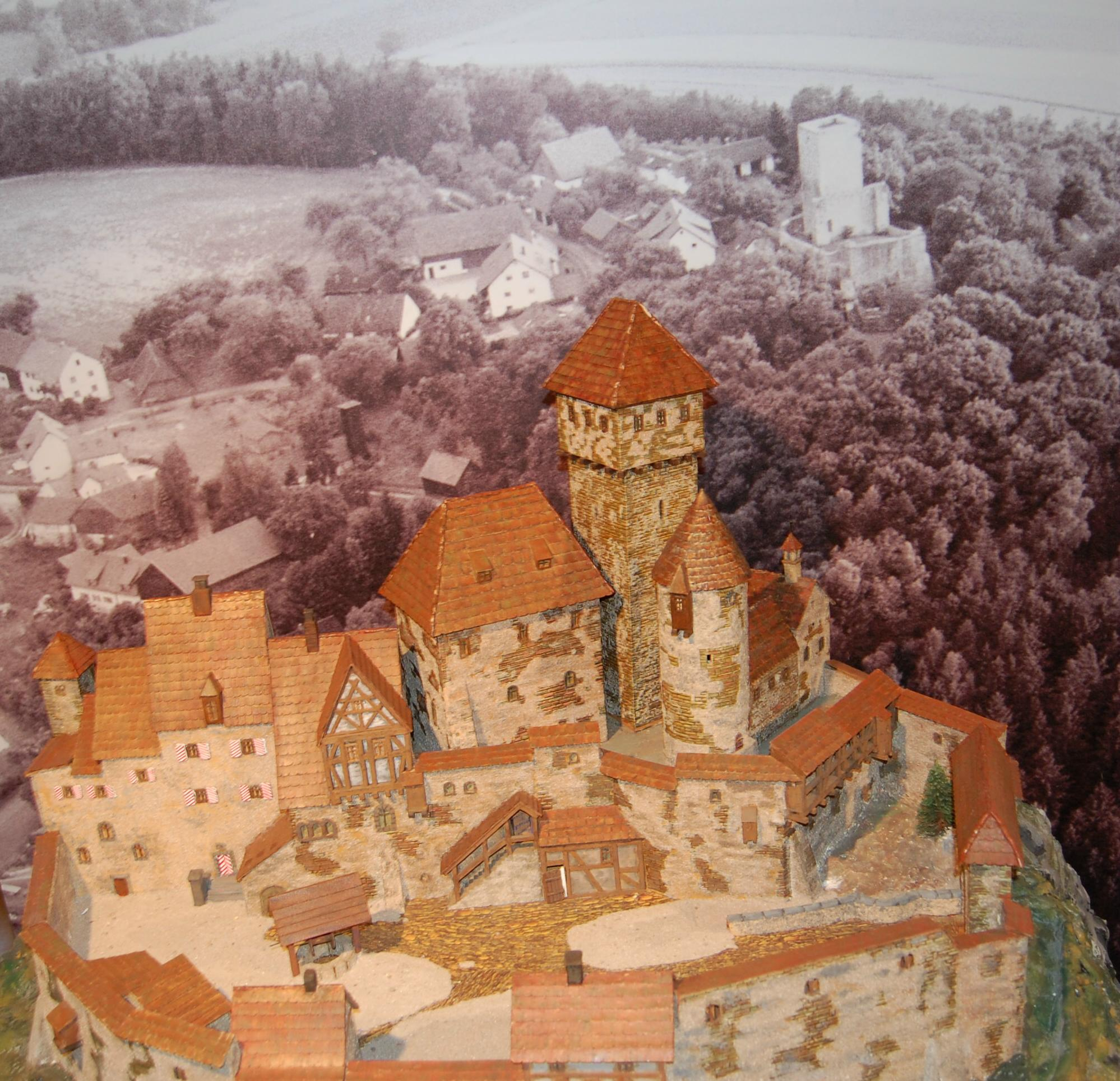
Modell der Burg im Eisenbarth- und Stadtmuseum Oberviechtach
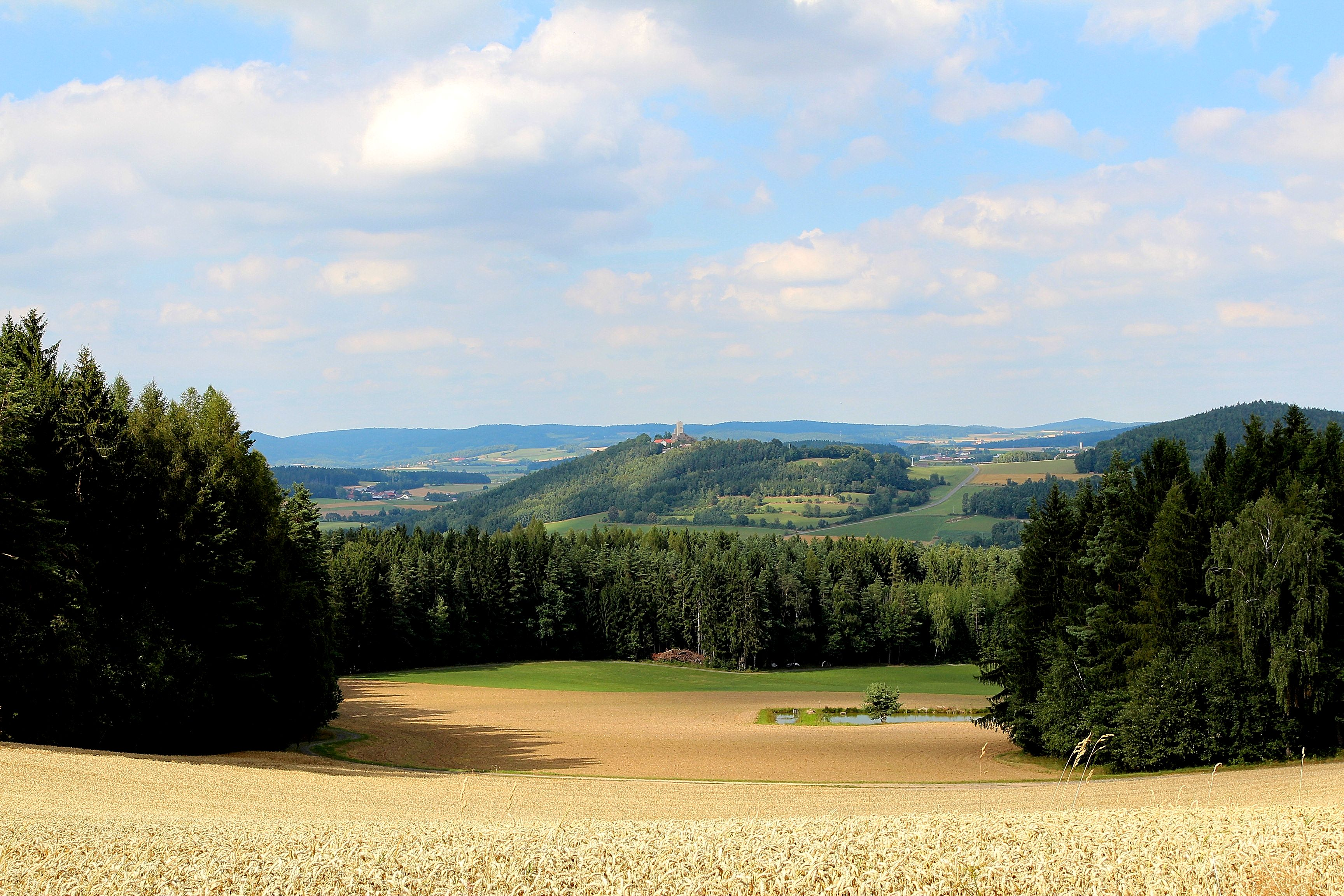
Burgruine Haus Murach (2013)
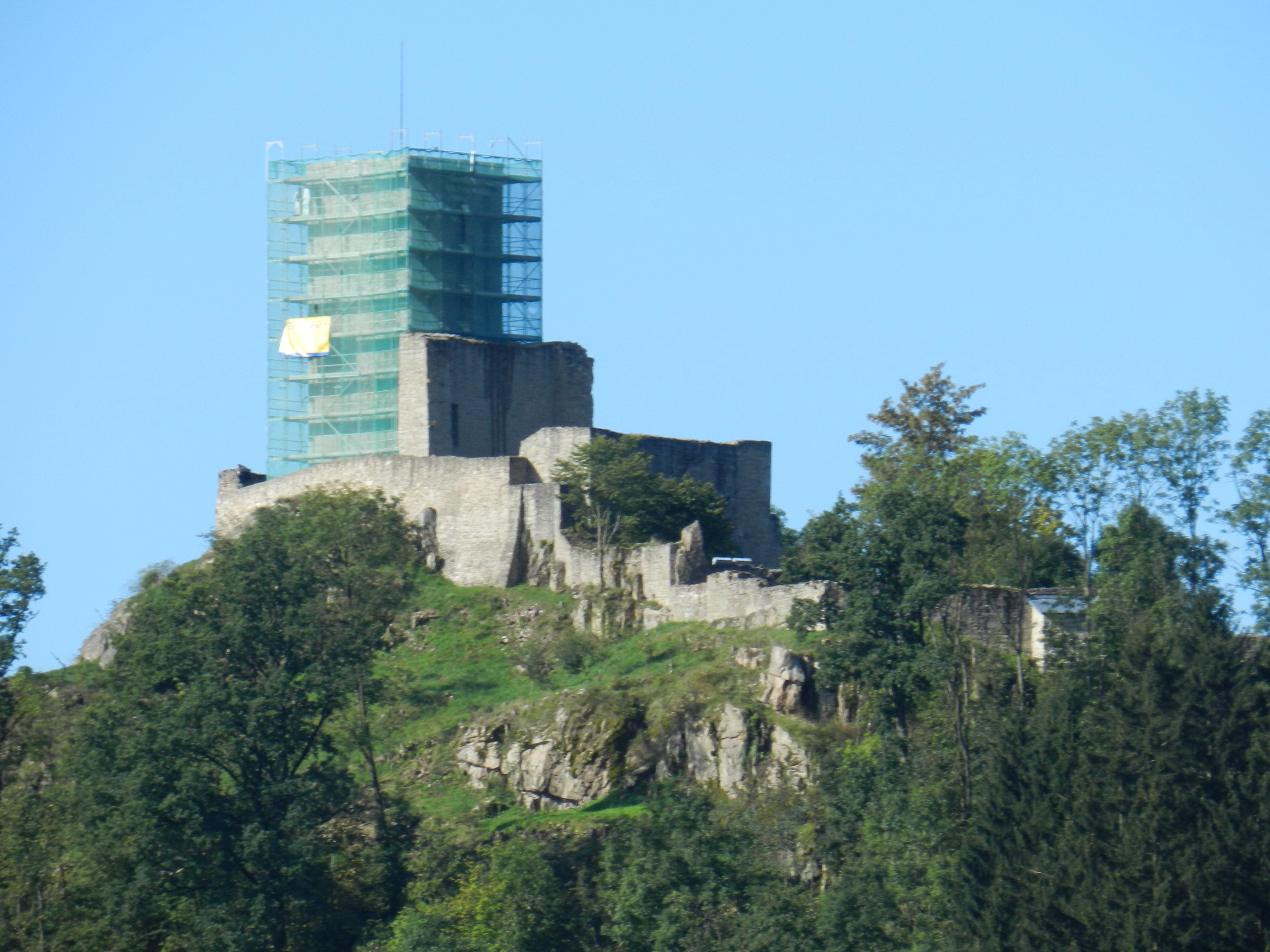
Turmsanierung (2011)
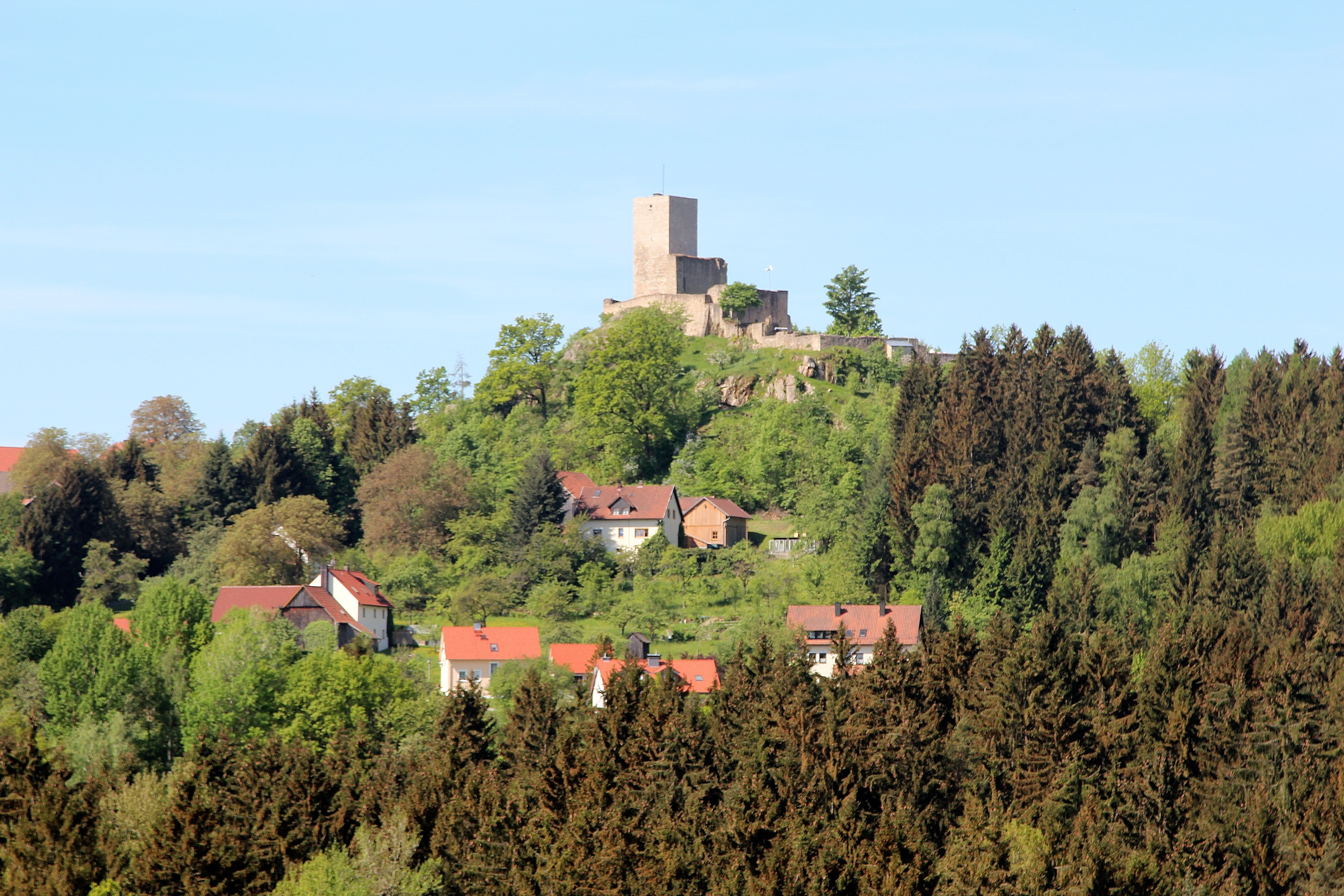
Haus Murach (2015)